# Прозоровский, Алексей Петрович
Алексей Петрович Прозоро́вский (?—1705) — сподвижник Петра I, участник Азовских походов и Северной войны.
Происходил из княжеского рода Прозоровских: сын стольника Петра Семёновича Прозоровского.

## Биография
В детстве с отцом ездил в Англию, затем: стряпчий (в 1662), стольник (1671), кравчий (1682), боярин (1690).
В 1682—1689 годах сопровождал царевичей Иоанна и Петра Алексеевичей на богомолья: в Троицев Сергиев, в Саввин и Воскресенский монастыри.
Воевода Азовский (1697—1699), воевода Двинский и Архангелогородский (с 1699).
По повелению царя

«…у города Архангелского, на Малой Двинке речке, построить крепость вновь, сидатель на тысячу человек, чтоб в ней с магасейными запасными дворами вышеписанному числу людей быть было удобно»

совместно со стольником Иевлевым и фортификатором Георгом Резе занимался устройством на Линском острове Архангельской Новодвинской крепости, которая в 1701 году (еще в недостроенном состоянии)  участвовала в отражении шведского флота, направленного Карлом XII для разграбления Архангельска и его окрестностей.
Имел несколько поместий под Москвой, в районе Люберец, которые перед смертью отдал по завещанию А. Д. Меншикову. В 1678—1679 годах за ним значились вотчины: сельцо Жданское в Московском уезде, и поместная и вотчинная земля в с. Исакове, Ростовского стана. В 1684 году ему с братом, Василием Петровичем, была отдана вотчина отца, в Епифанском уезде, в с. Судакове с деревнями, которою ранее владели князья Черкасские: Яков Куденетович,  женатый на его тётке — Евдокии Семёновне и Михаил Алегукович.
Женат был на Татищевой[уточнить]. Умер бездетен. А жена его вышла за Долгорукова[уточнить].

## Упоминается
- В романе Ю. Германа «Россия Молодая».
- В многосерийном телефильме «Россия молодая» архангельского воеводу князя Прозоровского сыграл Михаил Кузнецов.